# Киваи (народ)
Киваи́ — группа родственных папуасских народов, включающая народы аригиби, керево, баму, вабуда, мориги, гибаио, гопе, дару, доумори, урама и др. обитающих на территории Папуа — Новая Гвинея.

## Численность
Приблизительная численность 25 тысяч человек.

## Язык
Для общения используют четыре языка группы киваи (северный киваи, южный киваи, баму киваи, вабуда), которые относятся к трансновогвинейской семье.

## Религия
Исповедуют христианство протестантского толка.

## Культура
Род занятий-ручное земледелие и добыча саго. Также имеют значение охота и рыболовство. Для охоты используют лук и дубину. Изготовляют крупные лодки с двухсторонними балансирами. Поселение киваи остит из одного или нескольких длинных домов на двухметровых сваях. Женщины обычно носят травяные юбки или набедренные повязки, мужчины ходят обнажённые, иногда с фаллокриптами из раковин. Киваи подразделены на тотемные патрилинейные роды, имеют богатый фольклор.